# Jane
Jane är ett kvinnonamn med brittiskt ursprung, en motsvarighet till det svenska Johanna.
Jane blev populärt i Sverige på 1940-talet, när filmerna med Johnny Weissmuller som Tarzan och Maureen O’Sullivan som Jane hade lockat människor till biograferna i ett knappt decennium. 31 december 2005 fanns det totalt 6348 personer i Sverige med namnet, varav 3421 med det som tilltalsnamn. År 2003 fick 30 flickor namnet, varav 2 fick det som tilltalsnamn.
I engelskspråkiga länder används namnet "Jane Doe" för oidentifierade kvinnor och John Doe för oidentifierade män.
Namnsdag: 3 maj. (1986–1992: 2 september, 1993–2000: 21 juli).

## Personer med namnet Jane
- Jane Aamund, dansk författare
- Jane Addams, amerikansk feminist, mottagare av Nobels fredspris 1931
- Jane Asher, brittisk skådespelerska
- Jane Austen, brittisk författare
- Jane Badler, amerikansk skådespelare
- Jane Bark, svensk illustratör
- Jane Birkin, brittisk sångare och skådespelare
- Jane Björck, svensk TV-programledare
- Jane Campion, nyzeeländsk regissör
- Jane Cederqvist, svensk simmerska, OS-silver 1960, bragdmedaljör, ämbetsman
- Jane Fonda, amerikansk skådespelare
- Jane Foole, engelsk hovnarr
- Jane Goodall, engelsk primatolog
- Jane Grey, engelsk drottning 1553, "niodagarsdrottningen"
- Jane Horney, svensk misstänkt spion
- Jane Seymour, engelsk drottning, g. m Henrik VIII av England
- Jane Seymour, brittisk skådespelerska
- Jayne Svenungsson, svensk professor i systematisk teologi, f.d. ledamot av Svenska Akademien
- Jane Törnqvist, svensk fotbollsspelare, VM-silver 2003
- Jane Withers, amerikansk skådespelare
- Jane Wyman, amerikansk skådespelare

### Fiktiva
- Jane Marple
- Den kvinnliga rollfiguren i historierna om Tarzan
- Jane, medlem i volturis vaktstyrka i Twilight